# Cynisca haughi
Cynisca haughi är en ödleart som beskrevs av  François Mocquard 1904. Cynisca haughi ingår i släktet Cynisca och familjen Amphisbaenidae. Inga underarter finns listade i Catalogue of Life.